# 伊林卡 (斯瓦托韋區)
49°49′2″N 38°2′13″E / 49.81722°N 38.03694°E
伊林卡（烏克蘭語：Іллінка）是位於烏克蘭東部的村莊，由盧甘斯克州斯瓦托韋區的特羅伊齊克市鎮負責管轄。該村始建於1810年，面積10.2平方公里，海拔高度146米，2001年人口65，人口密度每平方公里6.4人。